# Showtime (film)
Showtime è un film del 2002 diretto da Tom Dey, con Robert De Niro ed Eddie Murphy.

## Trama
Mitch Preston e Trey Sellars sono due poliziotti totalmente diversi tra loro. Il primo è un uomo poco socievole che lavora isolato senza colleghi tra i piedi, mentre il secondo è un fannullone che pensa più alle telecamere che alle centrali di polizia. I due devono collaborare in uno show televisivo incentrato sulla polizia e nel contempo indagare su un caso, finendo per avere grossi guai con un boss della criminalità.

## Produzione

### Riprese
Il film è stato girato interamente a Los Angeles.

## Colonna sonora
1. "Caramel" - Alias Project
2. "Why" - Rude
3. "Mr Lover" - Shaggy
4. "My Bad" - Rayvon
5. "Lie Till I Die" - Marsha
6. "Man Ah Bad Man" - T.O.K.
7. "Money Jane" - Baby Blue Soundcrew
8. "Your Eyes" - Rikrok
9. "Fly Away" - Gordon Dukes
10. "Swingin" - Shaggy
11. "Get the Cash" - Howzing
12. "Still The One" - Prince Mydas
13. "Showtime" - Shaggy

## Accoglienza
Il film è stato un flop al botteghino. Guadagnò infatti 38 milioni di dollari sul suolo statunitense e poco più di 39 milioni di dollari in tutto il mondo. Nonostante il totale sia di ben 77 milioni di dollari, fu insufficiente a coprire il budget di 85 milioni di dollari. Ha inoltre ricevuto recensioni negative da parte della critica e del pubblico.

## Riconoscimenti
- 2002 - Razzie Awards
  - Nomination Peggior coppia a Eddie Murphy e Robert De Niro
  - Nomination Peggior attore a Eddie Murphy

## Distribuzione
Il film, distribuito dalla Warner Bros., è stato distribuito nelle sale statunitensi a partire dal 15 marzo del 2002.